# Heath Shuler
Joseph Heath Shuler (Bryson City, 31 dicembre 1971) è un politico e giocatore di football americano statunitense, deputato democratico per lo stato della Carolina del Nord alla Camera dei Rappresentanti dal 2007 al 2013.

## Biografia
Allievo dell'Università del Tennessee, Shuler fu scelto come terzo assoluto nel Draft NFL 1994 e divenne ben presto un noto giocatore di football. Da quell'anno fino al 1998 giocò in tre squadre della NFL: i Washington Redskins, i New Orleans Saints e gli Oakland Raiders. Nel 2008, ESPN lo ha nominato la quarta peggiore scelta nel draft di tutti i tempi.
Dopo il suo ritiro tornò a studiare psicologia e successivamente fondò un'agenzia immobiliare. Nel 2006 si candidò al Congresso sfidando il deputato repubblicano in carica da sedici anni Charles H. Taylor. La competizione fu molto combattuta e alla fine Shuler prevalse con il 54% dei voti. Fu poi riconfermato per altri due mandati negli anni a venire. Nel 2012 annunciò la sua intenzione di non concorrere per un altro mandato e lasciò la Camera dopo sei anni.
Shuler è un moderato e durante il servizio da deputato fece parte della Blue Dog Coalition.
È sposato con Nikol Davis, dalla quale ha avuto due figli, Island e Navy.

## Palmarès
- PFWA All-Rookie Team - 1994